# Tönpa
Tönpa (auch: Tonpa, Tompa; tib.: ston pa; THDL: Tönpa, Transkription der VRCh: Doinba; Meister, Lehrer, Instruktor) ist ein tibetischer Titel.
Folgende Personen tragen den Titel Tönpa:
- Akhu Tönpa, literarische Figur der tibetischen Volksliteratur
- Drom Tönpa (1005–1064), Gründer der Kadam-Tradition
- Tönpa Shenrab Miwoche, mythischer Gründungsvater des Ewigen Bön